# 2010年6月

## 6月1日
- 聯合國安全理事會召開緊急會議商討，一支土耳其援助船隊在前往加沙地帶途中被以色列軍隊擊沉。worldbulleti[]
- 湖南永州法院槍擊案。永州市零陵區郵政分局護衛隊朱軍帶三支槍走進人民法院進行掃射。三名法官死亡，三名法院工作人員受傷，兇手開槍自殺身亡。[1]

## 6月2日
- 日本首相鳩山由紀夫宣佈辭職，為無法履行普天間基地遷出沖繩的競選承諾負責。幹事長小澤一郎亦宣佈辭職。
- 中国第二代北斗卫星导航系统第四颗卫星在西昌卫星发射中心由长征三号丙运载火箭搭载升空。北斗卫星导航系统网站
- 英國坎布里亞郡發生一起嚴重的槍擊案，造成了至少13人死亡，多人受傷。BBC新聞（页面存档备份，存于）
- 暴雨七日，中国广西岑溪市和容县接壤地区暴发泥石流，造成42人死亡。30日报道称，官民互批对方麻痹。《新京报》（页面存档备份，存于）

## 6月3日
- 韓國主要反對黨民主黨在早一天舉行的地方選舉取得七個道級知事席次。執政大國家黨黨魁鄭夢準等人宣佈集體辭職，以示負責。朝鮮日報（页面存档备份，存于）
- 来自俄罗斯、法国、意大利和中国的六名志愿者开始为期520天的火星模拟飞行隔离生活。BBC中文网（页面存档备份，存于）

## 6月4日
- 日本副首相菅直人獲眾議院選舉為第94任首相，接替日前辭職的鳩山由紀夫。
- 香港支联会在维多利亚公园举办纪念六四事件21周年的烛光晚会，十多万人参加。BBC（页面存档备份，存于）
- 尼日利亞扎姆法拉州的鉛毒案，死亡人數達163人，當中111人是兒童。路透社（页面存档备份，存于）
- 20国集团财长和央行行长会议在韩国釜山召开。新华网
- 美国太空探索技术公司研制的猎鹰9号运载火箭在佛罗里达州卡纳维拉尔角空军基地首次试射升空。新华网（页面存档备份，存于）

## 6月5日
- 意大利选手斯齐亚沃尼在法国网球公开赛女子单打决赛中直落两盘，击败澳大利亚的斯托瑟赢得冠军。BBC中文网（页面存档备份，存于）
- 美国国家航空航天局表示，根据分析卡西尼号探测器传回来的数据，在土星最大的卫星土卫六上发现了生命存在的迹象。新华网（页面存档备份，存于）

## 6月6日
- 西班牙选手拉斐尔·纳达尔获得2010年法国网球公开赛男子单打比赛的冠军。腾讯（页面存档备份，存于）

## 6月7日
- 朝鲜最高人民会议免除金英日的内阁总理职务，选举崔永林为新的内阁总理，选举张成泽为国防委员会副委员长。新华网（页面存档备份，存于）
- 印度中央邦首府博帕尔地方法院裁定原美国联合碳化物公司8名管理人员在1984年发生的博帕尔化学品泄漏事件中犯有疏忽导致死亡等罪。新华网（页面存档备份，存于）

## 6月8日
- 菲律宾自由党候选人、国会参议员阿基诺三世在5月10日举行的总统选举中获胜，当选为新一任菲律宾总统。新华网 Archive.today的存檔，存档日期2013-04-28

## 6月9日
- 联合国安理会以12票赞成，两票反对，一票弃权通过了对伊朗实施的第四轮制裁的第1929号决议，其中包括收紧对伊朗的金融制裁和扩大对伊朗的武器禁运。BBC中文网（页面存档备份，存于）
- 中国网络发生69圣战事件，当晚中国的许多网民参与了对百度Super Junior贴吧、及韩国Super Junior官网、韩国搜索引擎网站及韩国政府网站的攻击。韩国一搜索引擎网站和政府部门网站遭到黑客攻击，百度Super Junior贴吧及多个Super Junior粉丝的QQ群被爆，几乎被摧毁，服务一度陷入瘫痪，百度不得不关闭魔兽世界贴吧和Super Junior贴吧。南方网新华网（页面存档备份，存于）

## 6月10日
- 荷蘭自由民主人民黨在9日举行的荷蘭大選中获得国会二院的多數席位，将获得优先组阁权。新浪[永久]
- 吉爾吉斯斯坦南部奧什的柯爾克孜族和烏茲別克族爆發流血衝突，至少26人死亡。英國廣播公司（页面存档备份，存于）
- 韓國 羅老號運載火箭在全羅南道高興郡的羅老宇航中心第二次發射升空時失敗墜毀。腾讯网（页面存档备份，存于）

## 6月11日
- 2010年世界杯足球赛在南非约翰尼斯堡足球城球场开幕。新华网（页面存档备份，存于）
- 上海合作组织成员国元首理事会第十次会议在乌兹别克斯坦首都塔什干举行。会议发表了《上海合作组织成员国元首理事会第十次会议宣言》和《上海合作组织成员国元首理事会第十次会议成果新闻稿》。新华网

## 6月12日
- 2010年中華民國鄉鎮市民代表暨村里長選舉。[來源請求]

## 6月13日
- 日本宇宙航空研究开发机构于2003年5月发射的隼鸟号探测器在两次着陆小行星丝川并采集岩石样本后，返回地球降落于澳大利亚南澳大利亚州。新华网（页面存档备份，存于）
- 比利時舉行國會大選。[來源請求]

## 6月14日
- 有75,000名烏茲別克族人離開吉爾吉斯斯坦到烏茲別克斯坦，以逃避吉南部爆發的種族衝突。俄新社（页面存档备份，存于）

## 6月15日
- 中國派出兩架中國南方航空公司客機接載在吉爾吉斯南部種族衝突受影響的中國公民。人民網（页面存档备份，存于）
- 英国首相大衛·卡麥隆公布对1972年发生的血腥星期日事件的调查报告，并向当年在北爱尔兰德里遭英国军队枪杀的游行民众道歉。凤凰网（页面存档备份，存于）

## 6月16日
- 俄罗斯联盟TMA-19载人飞船在哈萨克斯坦拜科努尔发射场搭乘联盟-FG型运载火箭发射升空，前往国际空间站。新华网 Archive.today的存檔，存档日期2013-04-28
- 美国联邦住房金融局指令房地美和房利美退市，中国债主5000亿美元套牢。《证券市场周刊》《南方都市报》（页面存档备份，存于）
- 港鐵貨運列車最後一日行駛。[來源請求]

## 6月17日
- 香港行政长官曾荫权与泛民主派公民党党魁余若薇就关於2012年香港政改进行电视辩论。BBC（页面存档备份，存于）
- 美国洛杉矶湖人队在2010年NBA总决赛中以总比分4:3击败波士顿凯尔特人队，第16次获得NBA总冠军。新华网
- 欧盟国家和政府首脑在布鲁塞尔召开了为时一天的正式峰会，决定吸收爱沙尼亚进入欧元区。新华网（页面存档备份，存于）
- 加拿大公布1985年发生的印度航空182次航班爆炸案的最终调查报告，认为皇家骑警和情报部门的错误导致没能制止该起恐怖袭击案的发生。中新网（页面存档备份，存于）

## 6月18日
- 美国犹他州死刑犯罗尼·加德纳（英语：Ronnie Lee Gardner）被执行死刑，他是14年来美国第一个被枪决处死的人。新华网（页面存档备份，存于）

## 6月19日
- 瑞典王储维多利亚公主与丹尼尔·韦斯特林的婚礼在瑞典首都斯德哥尔摩举行。新华网（页面存档备份，存于）

## 6月20日
- 哥伦比亚前国防部长、民族團結社會黨候选人胡安·曼努埃尔·桑托斯在当天举行的總統選舉第二轮投票中获胜，當選为新一任總統。路透社（页面存档备份，存于）
- 越南國會否決修建連接首都河內和最大城市胡志明市之間的高速鐵路。人民網（页面存档备份，存于）
- 爱尔兰选手格莱姆·麦克道尔在第110届美国高尔夫球公开赛中获得冠军，成为该赛事自1970年以来首位来自欧洲的冠军。中新网（页面存档备份，存于）

## 6月21日
- 中國南方水災：江西抚河唱凯堤发生决堤。新华网（页面存档备份，存于）

## 6月22日
- 芬兰总统塔里娅·哈洛宁任命芬兰最大执政党中间党新主席玛丽·基维涅米为芬兰新一任总理。新华网 Archive.today的存檔，存档日期2012-07-21

## 6月24日
- 朱莉娅·吉拉德当选为澳大利亚执政党工党的新领袖，并将接替陆克文出任澳大利亚总理，成为澳大利亚历史上首位女总理。新华网
- 职业网球史上最长的一场比赛，美国人約翰·伊斯內爾与法国人尼古拉·馬俞在温网男单首轮较量历经三个比赛日，苦战11小时，伊斯内尔最终在决胜盘以70比68获胜。BBC中文网 网易 搜狐（页面存档备份，存于）
- 中國藏族收藏家、環保人士如凯·嘎玛桑珠被新疆焉耆县人民法院以“盗掘古墓罪”，判处有期徒刑15年，剥夺政治权利5年，并处罚金一萬 元。BBC（页面存档备份，存于）

## 6月25日
- 香港立法會經過三天會議，在民主黨的支持下分別通過2012年行政長官和立法會的產生辦法的決議。BBC中文網（页面存档备份，存于）
- 八国集团首脑会议在加拿大多伦多北部马斯科卡地区的亨茨维尔小城开幕，与会各国领导人将讨论发展援助、国际和平与安全等问题。新华网（页面存档备份，存于）

## 6月26日
- 二十国集团多伦多峰会在加拿大安大略省首府多伦多开幕。新华网（页面存档备份，存于）
- 亚洲东南部、印度洋东部、大洋洲、太平洋、南极洲、北美洲西南部和南美洲西部出现月偏食天象。新华网 Archive.today的存檔，存档日期2013-04-28
- 金曲獎於台北小巨蛋舉行盛大頒獎典禮。[來源請求]
- 民主進步黨下午在台北發起反ECFA遊行，主因乃是不滿中華民國總統馬英九的兩岸經濟合作架構協議政策。[來源請求]

## 6月27日
- 吉尔吉斯就新宪法草案举行全民公决投票。BBC中文网
- 冰岛颁布相关法律，正式承认同性恋婚姻合法。而在同一天，冰岛女总理约翰娜·西于尔扎多蒂与相恋多年的同性伴侣完婚。新华网（页面存档备份，存于）

## 6月28日
- 江西唱凯溃堤被堵；贵州关岭县发生山体滑坡，50余户、150多人或被埋。腾讯（页面存档备份，存于） 新华
- 蒲隆地舉行總統選舉，現任總統皮埃爾·恩庫倫齊扎在此次選舉中獲得91.62%的選票，將連任總統。[來源請求]

## 6月29日
- 贵州关岭山体滑坡确认107人被埋，生还希望渺茫。两公里内禁止进入，救援人员撤离至五公里外的区域待命。 BBC[]《广州日报》（页面存档备份，存于） 中国之声《央广新闻》（页面存档备份，存于）

1. ↑  . BBC News. 1 June 2010  [2024-01-16]. （原始内容存档于2010-06-10）.

- 海協會主席陳雲林和海基會董事長江丙坤在重慶，簽署《兩岸經濟合作架構協議》（ECFA）等兩項協議。自由時報[]
- 深圳市东部华侨城游乐项目发生事故6人遇难10人伤。新民网称一香港工程师曾预警其隐患但无人搭理，并形容事故场景为：“变形扭曲的飞行舱悬在半空，玻璃、碎片和机油撒落一地，断指、残肢、尸块混杂其间。 ”南方日报、新华社（页面存档备份，存于） 南方都市报、新华社（页面存档备份，存于）新民网
- 匈牙利国会主席、青年民主主义者联盟总统候选人施米特·帕尔在当天国会举行的总统选举中当选为新一任总统。新华网
- 欧盟与中国代表在西班牙马德里举行新一轮中欧人权对话。BBC中文网（页面存档备份，存于）

## 6月30日
- 德国下萨克森州州长、基督教民主联盟副主席克里斯蒂安・伍尔夫在当天举行的总统选举中获胜，当选为新一任德国总统。中新网（页面存档备份，存于）
- 一个国际研究团队在《自然》杂志上公布在秘鲁发现一种生活在中新世的抹香鲸科的新物种梅尔维尔鲸的化石。新华网（页面存档备份，存于）中新网（页面存档备份，存于）
- 布隆迪现任总统皮埃尔·恩库伦齐扎在28日举行的总统选举中获得91.62%的选票，将连任总统。新华网